# Lenz Klotz
Lenz Klotz (* 20. März 1925 in Chur; † 19. April 2017 in Basel) war ein Schweizer Zeichenlehrer, Maler, Zeichner und Druckgrafiker. Zunächst abstrakt aktiv, fokussierte er sich später auf das künstlerische Element der Linie.

## Leben
Lenz Kotz wuchs in Masans bei Chur auf und erwarb 1945 am Kantonalen Lehrerseminar Chur das Diplom als Primarlehrer. Um die Weiterbildung zum Zeichenlehrer zu erlangen, kam er 1945 nach Basel an die Kunstgewebsschule. Das Studium schloss er dort 1950 mit einem Diplom ab. Das Basler Kunstmuseum liess ihn von 1945 bis 1950 den graphischen Nachlass Ernst-Ludwig Kirchners ordnen. Von 1951 bis 1988 arbeitete er als Fachlehrer an der Kunstgewerbeschule Basel (heute Hochschule für Gestaltung und Kunst). Neben seiner künstlerischen Tätigkeit, die er ab 1952 frei praktizierte, arbeitete Klotz acht Jahre lang als Ausstellungsgestalter am Museum der Kulturen Basel (früher: Völkerkundemuseum Basel).
1952 heiratete er Susi Hafen. Aus der Ehe gingen drei Kinder hervor.

## Künstlerisches Schaffen
Nach geometrisch abstrakten Anfängen ging Klotz Mitte der 1950er Jahre zu einer freien gestischen Abstraktion über. Damit gehörte er zu den Schweizer Tachisten.  Nach der freien Malerei der späten 1950er und der 1960er Jahre setzte 1969 ein rigoroser Reduktionsprozess ein. Klotz untersuchte intensiv die Linie und verbannte die Farbe aus seinen Arbeiten. 
In seinen Materialbildern sind Linienzüge durch Bambus- oder Peddigrohr vergegenständlicht und heben sich als Relief von der Leinwand ab oder lösen sich in Freiplastiken und Bronzegüssen von dieser. Ab 1978 wurde wieder Farbe verwendet.
Ein grosser Teil seines Werkes sind Ölbilder. Er erprobte die Wirkung immer parallel zur Malerei auch in der Druckgrafik, sei es als Lithographie oder Radierung, seltener als Holz- oder Linolschnitt. In den letzten Lebensjahren gestaltete er auch Monotypien. Er hat sein Schaffen dokumentiert, mit Titel, Entstehungsdatum, Nummer im Verzeichnis, Angaben zu den verwendeten Materialien, Grösse und Werkfoto. Er dürfte damit einer der bestdokumentierten Künstler der Schweiz sein.
Insgesamt schuf er rund 1500 Werke und über 1000 Zeichnungen und war in zahlreichen Ausstellungen in der Schweiz und im Ausland zu sehen. Unter anderem wurde er 1995 zum 70. Geburtstag mit einer Schau im Kunstmuseum und der Kunsthalle Basel geehrt. Ersteres hat einige Werke in die Sammlung aufgenommen.
Klotz malte bis zu seinem Tod im Alter von 92 Jahren. Seither übernehmen seine Kinder Verwaltung und Betreuung des Nachlasses. Sie haben dazu die GmbH Lenz Klotz Art Collection gegründet.

## Ausstellungen
Drei Schweizer Museen besitzen eine repräsentative Auswahl seiner Werke: Das Kunstmuseum Basel, das Kunstmuseum Chur und das Aargauer Kunsthaus. Daneben besitzt auch die Grafische Sammlung der ETH Zürich eine beachtliche Zahl seiner druckgrafischen Werke. Seine Arbeiten sind regelmässig an der Art Basel und in der Galerie Carzaniga (früher Carzaniga & Ueker) in Basel zu sehen. Ausstellungen mit Werken von Klotz fanden sich im Kunstmuseum Chur, in den Kunsthallen Basel und Bern, der Galerie Beyeler, dem Museum zu Allerheiligen in Schaffhausen, der Casa Rusca in Locarno sowie der Galerie Löwen in Chur.